# Menaforia tripartita
Menaforia tripartita är en stekelart som först beskrevs av Tosquinet 1903.  Menaforia tripartita ingår i släktet Menaforia och familjen brokparasitsteklar. Inga underarter finns listade i Catalogue of Life.